# Сельское поселение «Александровское» (Забайкальский край)
Се́льское поселе́ние «Александровское» — муниципальное образование в Читинском районе Забайкальского края Российской Федерации.
Административный центр — село Александровка.

## История
Статус и границы сельского поселения установлены Законом Читинской области от 19 мая 2004 года «Об установлении границ, наименований вновь образованных муниципальных образований и наделении их статусом сельского, городского поселения в Читинской области»

## Население
| 2010 | 2011  | 2012  | 2013  | 2014  | 2015  | 2016 |
| ---- | ----- | ----- | ----- | ----- | ----- | ---- |
| 997  | ↗1003 | ↗1006 | ↘1004 | ↗1013 | ↘1010 | ↘993 |
| 2017 | 2018  | 2019  | 2020  | 2021  |       |      |
| ↗994 | ↘965  | ↘956  | ↘937  | ↗1060 |       |      |

## Состав сельского поселения
| № | Населённый пункт | Тип населённого пункта       | Население |
| - | ---------------- | ---------------------------- | --------- |
| 1 | Александровка    | село, административный центр | ↗1060     |

## Местное самоуправление
Главы сельского поселения
- с 15 февраля 2015 года - Рогалёва Маргарита Николаевна[14]